# 林湖
林 湖（イム・ホ、朝鮮語: 임호、1920年7月21日 - 1988年?）は、大韓民国の政治家。第9・10代大韓民国国会議員。本貫は平沢林氏。

## 経歴
1920年、日本統治時代の朝鮮に生まれた。高麗大学校経営大学院を修了後、1973年2月27日に行われた第9代総選挙に無所属で大邱地区より立候補して当選し、国会議員となった。その後も1978年12月12日に行われた第10代総選挙に無所属で大田地区より立候補して当選し、国会議員を務めた。また、そのほか全国大学排球（バレーボール）連盟の会長、興亜タイヤ工業専務、世界通信社副社長、国民大学財団常務理事などの政界や団体の要職を務めた。また、第13代総選挙にも出馬する意向があったという。
1988年3月30日、当時64歳の林は家を出た後、木浦発済州行のカーフェリーで失踪し、行方不明になった。遺体がないまま、四十九日となる同年5月19日に葬儀が行われた。